# B-gata H-kei
B-gata H-kei (japanisch B型H系, etwa Typ B Modell H), kurz auch als BH bezeichnet, ist eine Mangareihe im Stile eines Yonkoma, die von Yōko Sanri geschrieben und gezeichnet wird. Der von 2004 bis 2011 veröffentlichte Manga wurde im Jahr 2010 von Hal Film Maker als gleichnamige Anime-Fernsehserie adaptiert.

## Handlung
Der Manga handelt von der Schülerin Yamada. Sie ist noch Jungfrau und hat sich vorgenommen, an der Oberschule mit einhundert verschiedenen Jungen, sogenannten „Sexfreunden“ (H友達 etchi tomodachi), ein oberflächliches sexuelles Verhältnis einzugehen. Als sie auf den Schüler Takashi Kosuda trifft, hat sie auch schon ihr "Opfer" gefunden, um ihre Jungfräulichkeit zu verlieren. Allerdings stellt sich ihre erste Bekanntschaft auch als ihre große Liebe heraus, wenngleich sie es zunächst nicht verstehen will, da er eigentlich überhaupt nicht ihrer Idealvorstellung eines Mannes entspricht und einfach nur der erste von vielen sein sollte.

## Charaktere
Yamada (山田)
Yamada (Vorname unbekannt) ist eine Schülerin, die von den anderen Charakteren aufgrund ihrer Schönheit mit einem Model verglichen wird, leidet aber unter ihrem B-Körbchen. Dies wohl wissend, ärgert sie sich dennoch, noch immer eine Jungfrau zu sein. In sexueller Hinsicht unerfahren, aber stets von perversen Hintergedanken getrieben, kommt sie auf die Idee, nach einem ebenfalls unerfahrenen Partner zu suchen und stößt dabei über Takashi Kosuda, den sie von nun an als Partner für ihren ersten sexuellen Kontakt auswählt. Dabei versucht sie, ihn so schnell wie nur möglich zu ihrem Partner zu machen, was sich jedoch immer wieder als Fehlschlag herausstellt. Ihr Vorname wird dabei, im Gegensatz zu den anderen Familienmitgliedern, bewusst verschwiegen.
Neben ihr taucht immer wieder eine schwebende Figur im Chibi-Stil auf, die als „Erotik-Gott“ (エロ神様, erogami-sama) beschrieben wird. Diese kommentiert immer wieder Yamadas innere Gedankengänge und dient teilweise auch als Erzähler der Handlung.
Takashi Kosuda (小須田 崇, Kosuda Takashi)
Er ist ein vollkommen durchschnittlicher Oberschüler, der die gleiche Klasse wie Yamada besucht. Von Yamada immer wieder in die Enge getrieben und zugleich immer wieder abgelehnt, weiß er überhaupt nicht, was er von ihr halten soll, obwohl er eigentlich nichts gegen eine Beziehung mit ihr einzuwenden hätte.
Miharu Takeshita (竹下 美春, Takeshita Miharu)
Sie ist eine Schulfreundin Yamadas und weiß von ihren sexuellen Phantasien. Im Gegensatz zu Yamada ist sie jedoch in dieser Hinsicht überaus erfahren, gibt sich aber sehr verschlossen.
Chika Yamada (山田 千夏, Yamada Chika)
Chika ist die jüngere Schwester von Yamada und wird von ihr als kleiner Teufel beschrieben, der sich stets in ihre Beziehungen/Vorstellungen einmischen würde. Im Gegensatz zu ihrer Schwester ist sie trotz ihres Alters wesentlich erwachsener und schleppt einen Jungen nach dem anderen nach Hause. Dabei ist sie nur auf der Suche nach dem einen richtigen Mann.
Kazuki Kosuda (小須田 香月, Kosuda Kazuki)
Als ältere Schwester von Takashi versucht sie, die beiden näher zusammenzubringen, da sie ihn ebenfalls für durchschnittlich hält und sich nur schwer vorstellen kann, dass er es leicht haben würde, eine Freundin zu finden. Sie selbst gibt sich sehr freizügig, was bei Yamada eine gewisse Form von Neid weckt.

## Entstehung und Veröffentlichungen
Die Mangareihe B-gata H-kei wird von der japanischen Künstlerin Yōko Sanri geschrieben und wurde erstmals in Ausgabe 20 der Shūkan Young Jump im Jahr 2004 veröffentlicht. Der Manga endete am 3. Februar 2011 mit dem Erscheinen des 300. Kapitels in Ausgabe 10/2011.
Der Manga erschien auch unter dem Imprint Young Jump Comics in 9 Tankōbon-Ausgaben, die wie die Zeitschrift vom Verlag Shūeisha herausgegeben wurden.
- Bd. 1: ISBN 4-08-876756-X, 18. Februar 2005
- Bd. 2: ISBN 4-08-877021-8, 19. Januar 2006
- Bd. 3: ISBN 4-08-877154-0, 19. Oktober 2006
- Bd. 4: ISBN 978-4-08-877278-3, 19. Juni 2007
- Bd. 5: ISBN 978-4-08-877411-4, 18. April 2008
- Bd. 6: ISBN 978-4-08-877613-2, 17. April 2009
- Bd. 7: ISBN 978-4-08-877742-9, 17. März 2010
- Bd. 8: ISBN 978-4-08-877899-0, 16. Juli 2010
- Bd. 9: ISBN 978-4-08-879114-2, 18. März 2011

Außerhalb Japans wurde der Manga von Sharp Point Press für den Verkauf in Taiwan lizenziert, wo die Veröffentlichung am 1. August 2006 begann.

## Hörspiel
Am 14. September 2007 erschien eine Hörspiel CD zusammen mit dem Buch B型H系 [集英社ドラマCD] (ISBN 978-4-08-901155-3) bei Shūeisha.

## Anime
Unter der Regie von Yusuke Yamamoto wurde die Handlung des Mangas als Anime-Fernsehserie adaptiert. Die Animation wurde vom Studio Hal Film Maker angefertigt, wobei Yūko Yahiro deren Leitung übernahm und auch das Charakterdesign auf Grundlage des ursprünglichen Werkes entwarf.
Erstmals wurde die Serie vom 2. April 2010 bis zum 18. Juni 2010 im japanischen Fernsehen auf Tokyo MX übertragen. In den Folgetagen begannen ebenfalls die Sender AT-X, Chiba TV, Gifu Broadcasting, KBS, Mie TV, TV Kanagawa, TV Wakayama und Nara TV mit der Ausstrahlung. Der Anime wurde nach Ende der Fernsehausstrahlung ab dem 6. August 2010 auf sechs DVDs und Blu-ray Discs angeboten, die jeweils im Abstand von etwa einen Monat erschienen und jeweils zwei Folgen enthielten. Die letzten zwei Folgen erschienen am 7. Januar 2010.
Funimation Entertainment lizenzierte die Serie für die Vermarktung im englischsprachigen Ländern und begann am 31. Januar 2012 mit dem Verkauf der ersten zwei Folgen. Bereits vor der Veröffentlichung wurde die Serie von Funimation als kostenloser Stream angeboten, dessen Ausstrahlung in der Woche des 11. bis 17. September 2011 begann.

### Musik
Im Vorspann der Serie wurde der Titel Oshiete A to Z (おしえて A to Z, dt. „von A bis Z beibringen“) verwendet. Dieser wurde ebenfalls wie der Titel Hadashi no Princess (裸足のプリンセス, dt. „barfüßige Prinzessin“), der im Abspann verwendet wurde, von Yukari Tamura interpretiert.

### Synchronisation
Die deutschsprachige Synchronisation führte die TNT Media GmbH unter Regie von Velin Marcone durch.
| Rolle            | japanischer Sprecher (Seiyū) | deutscher Sprecher |
| ---------------- | ---------------------------- | ------------------ |
| Yamada           | Yukari Tamura                | Alice Bauer        |
| Takashi Kosuda   | Atsushi Abe                  | Patrick Keller     |
| Chika Yamada     | Asami Shimoda                | Birte Baumgardt    |
| Mayu Miyano      | Kana Hanazawa                | Melinda Rachfahl   |
| Kazuki Kosuda    | Mamiko Noto                  | Leonie Dubuc       |
| Kyōka Kanejō     | Yū Kobayashi                 | Daniela Molina     |
| Miharu Takeshita | Yui Horie                    | Jasmin Arnoldt     |
| Erogamisama      | Rumi Shishido                | Alice Bauer        |

## Internetradiosendung
Bereits im Vorfeld des Animes startete eine Internetradiosendung auf HiBiKi Radio Station. Vom 23. März 2010 bis zum 27. Juli 2010 wurde jeweils wöchentlich eine Folge übertragen, die von den gleichen Sprechern wie in der Serie vorgetragen wurde.